# Prunella albanica
Prunella albanica là một loài thực vật có hoa trong họ Hoa môi. Loài này được Pénzes miêu tả khoa học đầu tiên năm 1965.